# Понгіто сіроголовий
Понгіто сіроголовий (Grallaricula nana) — вид горобцеподібних птахів родини Grallariidae.

## Поширення
Він поширений від прибережних гір північної Венесуели, уздовж Анд Колумбії, Еквадору, північного Перу, з підвидом kukenamensis  що трапляється у тепуях південно-східної Венесуели та західної Гаяни. Населяє підліски гірських лісів на висоті від 2000 до 2900 м над рівнем моря.

## Підвиди
- Grallaricula nana olivascens Hellmayr, 1917 - прибережні гори північної частини центральної Венесуели (Арагуа і Столичний округ).
- Grallaricula nana nanitaea Donegan, 2008 - Анди Венесуели та суміжної Колумбії (Норте-де-Сантандер, Santander ).
- Grallaricula nana hallsi Donegan, 2008 - Анди північної Колумбії (Національний природний парк Серранія-де-лос-Ярігуєс, Сантандер).
- Grallaricula nana nana (Lafresnaye), 1842 - Східні Анди Колумбії.
- Grallaricula nana occidentalis Todd, 1927 - центральні та західні Анди від Колумбії на південь, через Еквадор, до північного Перу.
- Grallaricula nana kukenamensis Chubb, 1918 - тепуї південно-східної Венесуели і прилеглої Гаяни.